# Riki-Oh: The Story of Ricky
Riki-Oh: The Story of Ricky (Lik Wong) è un film del 1991 diretto da Lam Ngai-kai, adattamento cinematografico del manga Riki-Ō (1988-1990), scritto da Masahiko Takajo e illustrato da Tetsuya Saruwatari.
Appartenente per lo più al genere carcerario e delle arti marziali, è diventato famoso soprattutto per una forte componente splatter e un dozzinale doppiaggio inglese che lo hanno reso con il passare del tempo un film di culto.

## Trama
Entro il 2001, nei paesi capitalisti tutte le prigioni sono state privatizzate: in quella controllata da un crudele direttore e dal suo degno vice Dan, un orbo con un uncino al posto di una mano, un gruppo di detenuti esperti nelle arti marziali, i Quattro Re Celesti, si sono spartiti col placet del direttore i quattro bracci della prigione, dove fanno impuniti il buono e il cattivo tempo. La situazione cambia con l'arrivo di Ricky Ho, un ragazzo condannato a 10 anni per l'omicidio di un boss della droga responsabile della morte della sua fidanzata Yingying.
Forte del Qi Gong sovrumano insegnatogli dallo zio, Ricky prende subito e con forza le difese dei più deboli, finendo nel mirino del vicedirettore, che convoca il leader del braccio nord Hai. Quest'ultimo attira Ricky in cortile crocifiggendovi un detenuto suo amico, per poi ingaggiare con lui una lotta all'arma bianca: sconfitto, fa seppuku per provare a strangolare l'avversario con le proprie budella, ma viene ucciso. Ricky fa amicizia col figlio di Hai, il giovane e muto Sa, che si lascia sfuggire di come il leader del braccio ovest Huang Quan coltivi in segreto i papaveri da oppio: i rimanenti Quattro Re si vendicano e lasciano il suo cadavere scempiato come monito.
Furibondo, Ricky dà fuoco alla piantagione d'oppio e affronta Huang, che padroneggia con le gambe un tipo di kung fu, oltre che il leader del braccio sud Baishen, che sa pilotare degli aghi volanti, e il nerboruto Taizan, leader del braccio est. Ricky sta avendo la peggio, ma l'allarme rosso suonato da Dan, informato del ritorno del direttore dalle vacanze, costringe tutti a tornare in cella. Il direttore, contrariato per la perdita della coltivazione di droga in cui era coinvolto, tortura Ricky e cerca di schiacciarlo con una pressa idraulica. Irrompe Taizan, che vuole ad ogni costo combattere contro di lui: Ricky gli disarticola ambe le braccia, finendolo con un pugno che gli fracassa la mandibola. Incurante della presenza del suo sottoposto ferito, il direttore ordina che vengano schiacciati. Taizan però si sacrifica, trattenendo la pressa quanto basta perché Ricky si salvi.
Il direttore costringe i detenuti a seppellire vivo Ricky per una settimana, ma lui sopravvive ancora una volta. L'ennesima uccisione da parte del vicedirettore di un amico di Ricky scatena una rivolta carceraria in cui Dan perde anche l'altro occhio e mano prima di morire. Ormai divenuto il paladino di tutti i detenuti, Ricky si fa strada a pugni tra le guardie fino al direttore, protetto da Huang e Baishen: al primo mozza le gambe, mentre l'altro viene ucciso dal direttore mentre tenta la fuga. Lui si trasforma poi in un essere gigantesco e mostruoso, immune alle tecniche di Ricky, che lo uccide gettandolo in un tritacarne.
Impugnando la testa mozzata del direttore, Ricky dichiara la fine delle violenze, sfondando con un pugno il muro di cinta della prigione così da creare un enorme varco che regala a tutti i detenuti la libertà.

## Distribuzione
Il film è stato distribuito nei cinema di Hong Kong dalla Golden Harvest il 9 aprile 1992, dopo essere stato presentato l'anno prima in Giappone; a causa della violenza mostrata, ha ottenuto il divieto massimo a Hong Kong, il Category III («vietato ai minori di 18 anni»).

### Edizione anglofona
La versione del film doppiata in lingua inglese, definita dal sito Flixist «orrenda [...] ma proprio per questo parte di quel che rende il film così divertente da guardare», occidentalizza i nomi della maggior parte dei personaggi: ad esempio, l'anziano detenuto Ma diventa Omar, Hai diventa Oscar, il suo luogotenente Iwata diventa Samuel, Huang Quan diventa Rogan, Yingying diventa Anne e il nome dei Quattro Re Celesti diventa Banda dei Quattro.